# Caracollo (Bolivia)
Caracollo è un comune (municipio in spagnolo) della Bolivia nella provincia di Cercado (dipartimento di Oruro) con 24.535 abitanti dato 2010).

## Cantoni
Il comune è suddiviso in 7 cantoni.
- Caracollo
- Kemalla
- Lajma
- La Joya
- Sillota
- Sillota Belen
- Vilacara